# Arla Foods

Arla-Molkerei in Pronsfeld (Eifel)

Arla Foods amba ist eine dänisch-schwedische Molkereigenossenschaft mit Sitz im Aarhuser Vorort Viby in der Rechtsform einer Andelsselskab med begrænset ansvar (deutsch Gesellschaft mit beschränkter Haftung). Arla ist weltweit die siebtgrößte Molkerei, sie hat (Stand: 2024) insgesamt 7.624 Anteilseigner, davon 1.828 dänische, 1.938 schwedische, 1.919 britische sowie 1.939 deutsche (1.218), belgische, niederländische und luxemburgische (insges. 721). Arla hatte 2013 in 12 Ländern Produktionsbetriebe, der größte im deutschen Pronsfeld, in weiteren 30 Ländern Vertriebsniederlassungen und beschäftigte 2023 rund 23.000 Mitarbeiter. Die Produkte von Arla werden in 146 Ländern vertrieben (Stand 2023), wobei Dänemark, Schweden, Finnland, Großbritannien, Deutschland und die Niederlande 2012 als Kernmärkte des Unternehmens galten.
In Deutschland firmiert Arla als Arla Foods Deutschland GmbH mit Sitz in Düsseldorf. Geschäftsführerin dieser Einheit ist seit Mai 2022 Lilli Li Valeur.

## Genossenschaftliches System
Das Unternehmen Arla Foods amba ist eine Molkereigenossenschaft. Jedes Mitglied, in der Regel eine natürliche oder juristische Person mit einem Milcherzeugungsbetrieb, hat eine Stimme. Alle zwei Jahre wird die aus 187 Personen (darunter 175 Genossenschaftsmitglieder und 12 Belegschaftsvertreter) bestehende Vertreterversammlung gewählt.

In Dänemark und Schweden ist die Genossenschaft in geografische Bereiche, sogenannte Kreise, aufgeteilt. 29 davon befinden sich in Schweden, 25 in Dänemark. Diese Kreise sind zusätzlich in sechs Regionen zusammengefasst (3 in Schweden, 3 in Dänemark). 
 Mit der Arla Hansa Milch eG (ehemals Hansa Milch Mecklenburg-Holstein eG), der MUH Arla eG (ehemals Milch-Union Hocheifel eG) sowie der Arla Milk Link Limited (ehemals Milk Link Limited) hat die Genossenschaft drei korporative Mitglieder.
Die Vertreterversammlung bildet das höchste beschlussfassende Gremium der Molkereigenossenschaft. Die Mitglieder der Vertreterversammlung bestehen aus Kreisratsvorsitzenden, Belegschaftsvertretern sowie Vertretern der Arla Hansa Milch eG, MUH Arla eG sowie der Arla Milk Link (Großbritannien). Der Aufsichtsrat von Arla Foods A.m.b.A besteht aus insgesamt 20 Mitgliedern und setzt sich aus 15 Genossenschaftlern, drei Belegschaftsvertretern und zwei externen Beratern zusammen.
Der Aufsichtsrat besteht aus vier Unterausschüssen, den sogenannten Nationalen Räten. Die Nationalen Räte befassen sich mit spezifischen Themen der Eigentümer in den jeweiligen Ländern. Die Nationalen Räte sind für einen Zeitraum von zwei Jahren bestellt und bestehen jeweils aus zwei Aufsichtsratsmitgliedern des jeweiligen Landes und sechs Mitgliedern der Vertreterversammlung von Arla.
Die Vertreterversammlung und der Aufsichtsrat treffen unternehmensrelevante Entscheidungen. So bestimmt die Vertreterversammlung über die Verwendung des Gewinns, der Aufsichtsrat überprüft das Geschäft, verwaltet das Unternehmensvermögen, führt Jahresabschlüsse durch und bestimmt die Geschäftsführung. Das tägliche Geschäft von Arla Foods amba wird durch das Executive Management Board verantwortet.

## Geschichte
Grundlagen für die Genossenschaft entstanden im 19. Jahrhundert, als in Dänemark und Schweden Molkereien entstanden und ihre Anzahl rasch zunahm. Ab ungefähr 1880 gab es große Fortschritte bei der Pasteurisierung und der  Homogenisierung von Milch (siehe hier).

Im Frühjahr 2000 fusionierten die schwedische Arla-Gruppe und das dänische Unternehmen MD Foods.
Bestandteil der Fusionsmasse der Arla-Gruppe war das 1986 gegründete Joint Venture Biolac mit Sitz in Harbarnsen (50 Prozent gehören der deutschen Molkereigenossenschaft Milchtrocknung Südhannover).
2006 übernahm Arla drei Molkereien. So wurde die US-Gesellschaft White Clover Dairy mit 170 Mitarbeitern übernommen, die bereits seit 1998 Arla-Produkte in den USA unter Lizenz verkaufte. Darüber hinaus übernahm Arla die finnische Molkerei Ingman Foods Oy Ab sowie Tholstrup Cheese. Im Rahmen dieses Kaufes übernahm Arla die Marke Castello in das eigene Sortiment.
2007 fusionierten Arla und die britischen Express Dairies. Unter dem Namen Arla Foods UK entstand dadurch das größte Unternehmen für Molkerei-Produkte in Großbritannien.
Anfang Oktober 2011 wurde die schwedische Molkereigenossenschaft Milko übernommen.
Im Mai 2014 stimmten die Vertreterversammlungen der Eupener Genossenschaftsmolkerei Walhorn (800 Mitglieder in Deutschland, Belgien und den Niederlanden, 550 Mio. Kilogramm Milch) und von Arla Foods einem Beitritt der EGM Walhorn zur Genossenschaft Arla im Weg einer Fusion zu. Die französische Lactalis-Gruppe, die damals 51 % an der Walhorn AG (der Milchverarbeitungs- und Vermarktungstochter der EGM Walhorn) hielt, lehnte die Fusion jedoch ab und drohte rechtliche Schritte an. 
Ein Versuch von Lactalis, bisherige EGM-Milchlieferanten über seine Tochter Socabel abzuwerben, um Milchmenge für seine italienische Tochter Parmalat zu sichern, schlug fehl. 
Ende Juni 2014 stimmten die Wettbewerbsbehörden der Fusion zu; sie trat zum 1. August 2014 in Kraft. Arla übernahm die von Lactalis gehaltenen 51 % an der Walhorn AG. Arla Foods wuchs dadurch auf 13.500 Genossen, erstmals auch in den Niederlanden, und verarbeitete dann insgesamt rund 13 Mrd. Kilogramm Milch.
Am 8. April 2025 gaben Arla Foods und das deutsche Molkereiunternehmen Deutsches Milchkontor (DMK) bekannt, dass sie fusionieren wollen. Durch die Fusion würde die größte Molkereigenossenschaft Europas mit einem Umsatzvolumen von rund 19 Mrd. Euro entstehen. Am 18. Juni 2025 stimmten die Vertreterversammlungen beider Genossenschaften den Fusionsplänen zu. Der Zusammenschluss beider Unternehmen hängt noch von der Zustimmung der Wettbewerbsbehörden in der EU ab. Der Bundesverband Deutscher Milchviehhalter (BDM) kritisierte das Vorhaben als Machtkonzentration zu Ungunsten der Milchbauern und des Wettbewerbs.

## Internationale Tätigkeit
Arla Foods betreibt in zwölf Ländern Produktionsbetriebe und in weiteren 30 Ländern Vertriebsniederlassungen (Stand 2013).
Im Dezember 2018 wurde bekannt, dass Arla das Kraft Käse-Markengeschäft in Vorderasien und Afrika von Mondelēz International übernimmt. Die MENA-Region ist Arlas größter Markt außerhalb Europas. Fabriken gibt es in Saudi-Arabiens Hauptstadt Riad und in Manama, der Hauptstadt Bahrains, wo Arla in Zukunft auch europäische Milch verarbeiten will. Mit der Übernahme möchte das Unternehmen die Schmelzkäseproduktion sicherstellen.
In der Inneren Mongolei (Volksrepublik China) betreibt Arla in einem Joint Venture zusammen mit Mengniu Dairy unter dem Namen Mengniu Arla eine Milchpulver-Fabrik mit einer Kapazität von 8.000 t pro Jahr. Arla hat an dieser Firma einen Anteil von 49 %, der chinesische Partner besitzt 51 %.
In Vietnam werden ab Oktober 2007 Milchpulverprodukte unter dem Namen Milex durch Arla Foods Vietnam vertrieben. Die Ware wird aus Skandinavien importiert.

## Arla Deutschland

### Geschichte
(Quelle: Arla Foods Pronsfeld)
Bereits seit 1952 sind Arla-Produkte in Deutschland erhältlich. Deutsche Landwirte sind jedoch erst durch die Fusion mit der im norddeutschen Upahl ansässigen Hansa Milch Mecklenburg-Holstein eG Anfang 2011 bei Arla Foods A.m.b.A vertreten. Die Genossenschaft mit 1049 Mitgliedern wird heute unter der Hansa Arla Milch eG geführt und ist korporatives Mitglied der Arla Foods A.m.b.A. Das operative Geschäft an den Produktionsstandorten Upahl und Karstädt läuft über die Arla Foods Deutschland GmbH.
Am 8. November 2011 genehmigte die EU-Kommission im Rahmen ihrer Fusionskontrolle die geplante Übernahme der Allgäuland-Käsereien GmbH samt ihren Tochtergesellschaften durch Arla. Die hatte bei der Übernahme von Allgäuland die Käseherstellung im Fokus.
Am 28. September 2012 genehmigten die Wettbewerbsbehörden der Europäischen Union die Fusion zwischen Arla und der Milch-Union Hocheifel eG mit Sitz in Pronsfeld in der Eifel und 2700 Genossenschaftsmitgliedern aus Deutschland, Belgien und Luxemburg. Die Fusion trat zum 1. Oktober 2012 in Kraft. Der Standort Pronsfeld firmiert seitdem als „Arla Foods Deutschland GmbH Niederlassung Pronsfeld“ und ist die größte Arla Produktionsstätte weltweit, mit einer Verarbeitung von ca. 4,3 Millionen Litern Milch pro Tag. Die Genossenschaft wird als MUH Arla eG geführt und ist korporatives Mitglied der Arla Foods A.m.b.A.
Nach diesen Fusionen gehört Arla heute zu den drei größten Molkereien in Deutschland.

### Arla in Deutschland
Das Geschäft in Deutschland wird von der Arla Foods Deutschland GmbH mit Sitz in Düsseldorf verantwortet. Produktionsstandorte befinden sich in Pronsfeld (Eifel) und Upahl (Nordwestmecklenburg). Dort haben auch die beiden Genossenschaften MUH Arla eG und Hansa Arla Milch eG, in der die Milchlieferanten zusammengeschlossen sind und die auch Miteigentümer von Arla sind, ihre Sitze.
2020 erwirtschaftete Arla Foods Deutschland mit 1.750 Mitarbeitern einen Jahresumsatz von 1.024 Mio. Euro. 2021 waren etwa 1.570 deutsche Landwirte genossenschaftliche Mitglieder von Arla.
2022 wurde in Pronsfeld eine neue Anlage für Milchpulver in Betrieb genommen.

## Produkte
In Deutschland bietet Arla diverse Produktkategorien wie z. B. Frischkäse, Hart- und Schnittkäse, Streichfette oder Frischmilchprodukte an. Unter der Dachmarke/Unternehmensmarke Arla sind Frischkäse- und Käsevarianten, Mischstreichfette sowie das Bio-Sortiment zusammengefasst; Käsespezialitäten sind unter der Marke Castello vertreten. Hinzu kommen zahlreiche Handelsmarken, die der Konzern für viele Handelspartner herstellt. Zu den bekanntesten Herstellermarken/Produktmarken gehören Arla Buko, Arla Kærgården und Castello. International vermarktet Arla seine Produkte unter Arla, Castello und Lurpak.
Auswahl weiterer, internationaler Produktmarken des Konzerns:
- Sortiment „Butter/Mischstreichfette“: Anchor und Yorkshire Butter
- Sortiment „Käse/Käsespezialitäten“: Denmarks Finest, Puck, Discover, Dofino, Høng, Rosenborg, Saga und Tholstrup
- Sortiment „Milch/Milchgetränke“: Cravendale
- Sortiment „laktosefreie Produkte“: Lactofree
- Sortiment „Milchersatzprodukte“: JÖRĐ (seit 2020)[32]

## Auszeichnungen
2012 wurden die Produkte von Arla aus der Gelben Linie (Käse und Frischkäse) mit dem „PriMax“ der Deutschen Landwirtschafts-Gesellschaft (DLG) ausgezeichnet. Die europäische Auszeichnung erhielt Arla damit zum zwölften Mal in Folge „für herausragende Qualität“. Neben dieser Auszeichnung sind viele Produkte von Arla DLG-prämiert, darunter Milch-, Käse- und Frischkäse-Produkte, die Arla selbst oder unter Markennamen produziert und vertreibt.
International wurde Arla Foods amba 2013 in den Bereichen Käse, Milch, Butter und Verpackungsinnovation mit den Dairy Innovation Awards 2013 im Rahmen des „Global Dairy Congress“ ausgezeichnet.
2020 wurde die Bio-Weidemilch von Arla für den Negativpreis Goldener Windbeutel der Organisation foodwatch nominiert. Auf der Vorderseite der Verpackung wurde mit 71 % niedrigeren CO2-Emissionen geworben. Dieser Wert bezog sich allerdings nur auf die Verpackung, die bei Milch nur 2,5 % der ausgestoßenen Treibhausgasen entspricht.

## Umsatzeinbußen durch Produktboykott
Die Veröffentlichung der Mohammed-Karikaturen in der dänischen Zeitung Jyllands-Posten und der darauf folgende Boykott dänischer Produkte durch islamisch geprägte Länder verursachten 2005 einen Umsatzrückgang um mehrere hundert Millionen Euro.